# Symplicjusz Zwierzewski

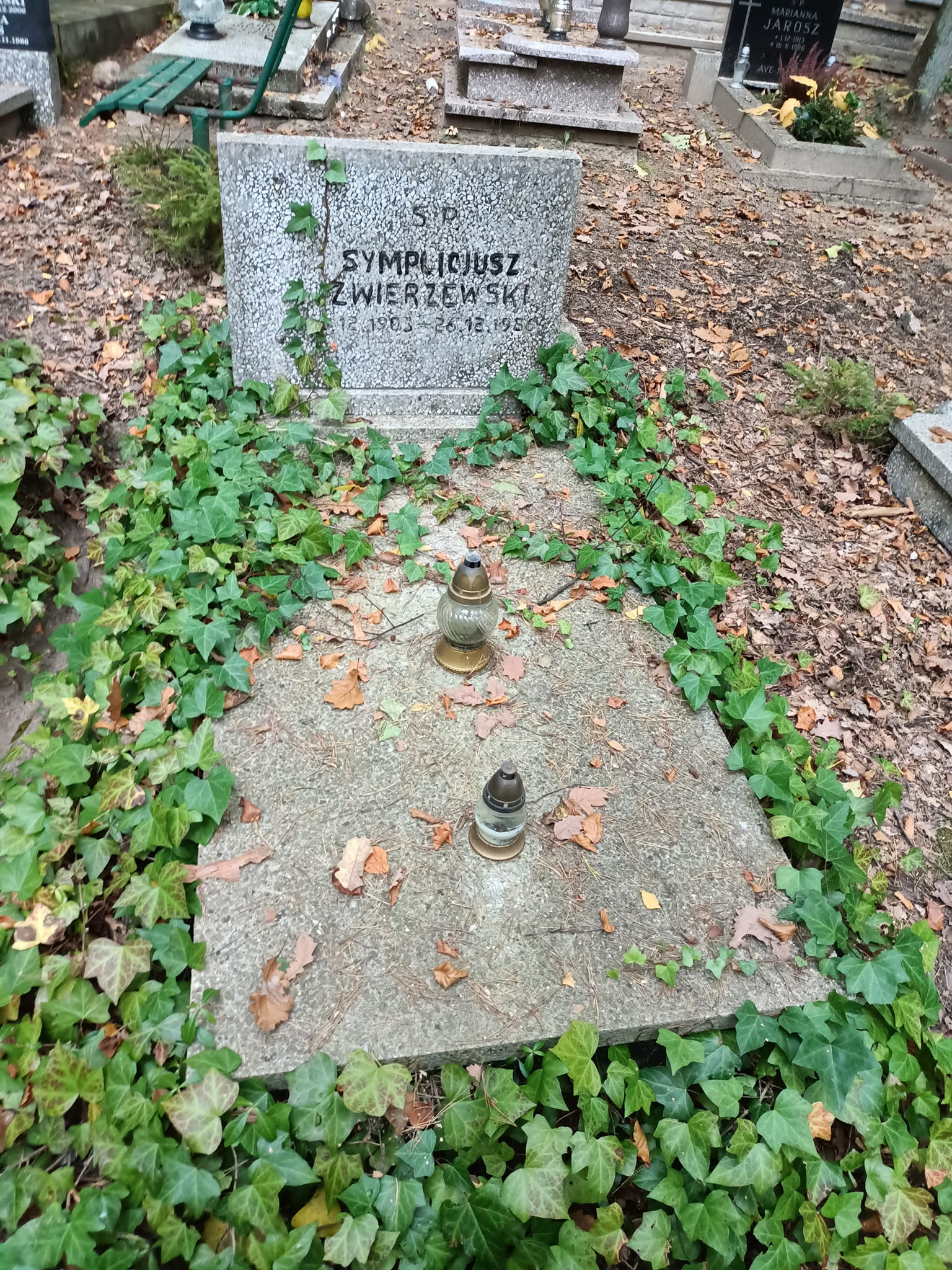
Grób Symplicjusza Zwierzewskiego na cmentarzu komunalnym w Sopocie

Symplicjusz Artur Zwierzewski (ur. 6 grudnia 1903 w Krakowie jako Symplicjusz Artur Zwierz, zm. 26 grudnia 1986 w Gdyni) – polski piłkarz, napastnik. Nazwisko zmienił w 1932.

## Życiorys
Był piłkarzem występującej w najwyższej klasie rozgrywek ligowych Warszawianki. W reprezentacji Polski debiutował w rozegranym 4 lipca 1926 spotkaniu ze Estonią, które Polska wygrała 2:0, ostatni raz zagrał w 1932. Łącznie w biało-czerwonych barwach rozegrał 3 oficjalne spotkania. W 1929 zagrał także w spotkaniu z Węgrami, dziś uznawanym za nieoficjalne.